# Playa Cunagua
Der Strand Playa Cunagua an der Bahía de Jigüe befindet sich ca. 11 km nördlich des Ortes Bolivia in der kubanischen Provinz Ciego de Ávila. Weißer Sandstrand und azurblaues Wasser sowie zwei kleine Lagunen kennzeichnen diesen reizvollen Strand.